# 10316 Williamturner
10316 Williamturner (1990 SF9) là một tiểu hành tinh vành đai chính được phát hiện ngày 22 tháng 9 năm 1990 bởi E. W. Elst ở Đài thiên văn Nam Âu.